# Synidotea birsteini
Synidotea birsteini är en kräftdjursart som beskrevs av Oleg Grigor'evich Kussakin 1971. Synidotea birsteini ingår i släktet Synidotea och familjen tånglöss. Inga underarter finns listade i Catalogue of Life.